# Type 81 Tan-SAM
Il Type 81 Surface-to-Air Missile (81式短距離地対空誘導弾, Hachiichi shiki tankyori chitaikū yūdōdan), anche detto Tan-SAM,  è un missile antiaereo a corto raggio con guida a infrarossi o radar, in servizio nelle Forze di autodifesa giapponesi. Viene anche indicato con la denominazione SAM-1, oppure è chiamato con il soprannome Short Arrow o Short SAM.
Il sistema è normalmente composto da un veicolo di controllo del tiro e due autocarri Isuzu Motors 6x6 con lanciatori, ciascuno dei quali dotato di quattro missili Tan-SAM.

## Sviluppo
Lo sviluppo di questo missile antiaereo incominciò nel 1966, e fu portato avanti dal Technical Research and Development Institute (TRDI) dell'Agenzia della Difesa in collaborazione con Toshiba. Lo scopo del programma consisteva nel realizzare un'arma alternativa al missile MIM-23 Hawk, già in servizio nella JGSDF, per fornire maggiore flessibilità di impiego. Inoltre era necessario sostituire le obsolete difese antiaeree costituite ancora dai cannoni M51 da 75 mm.

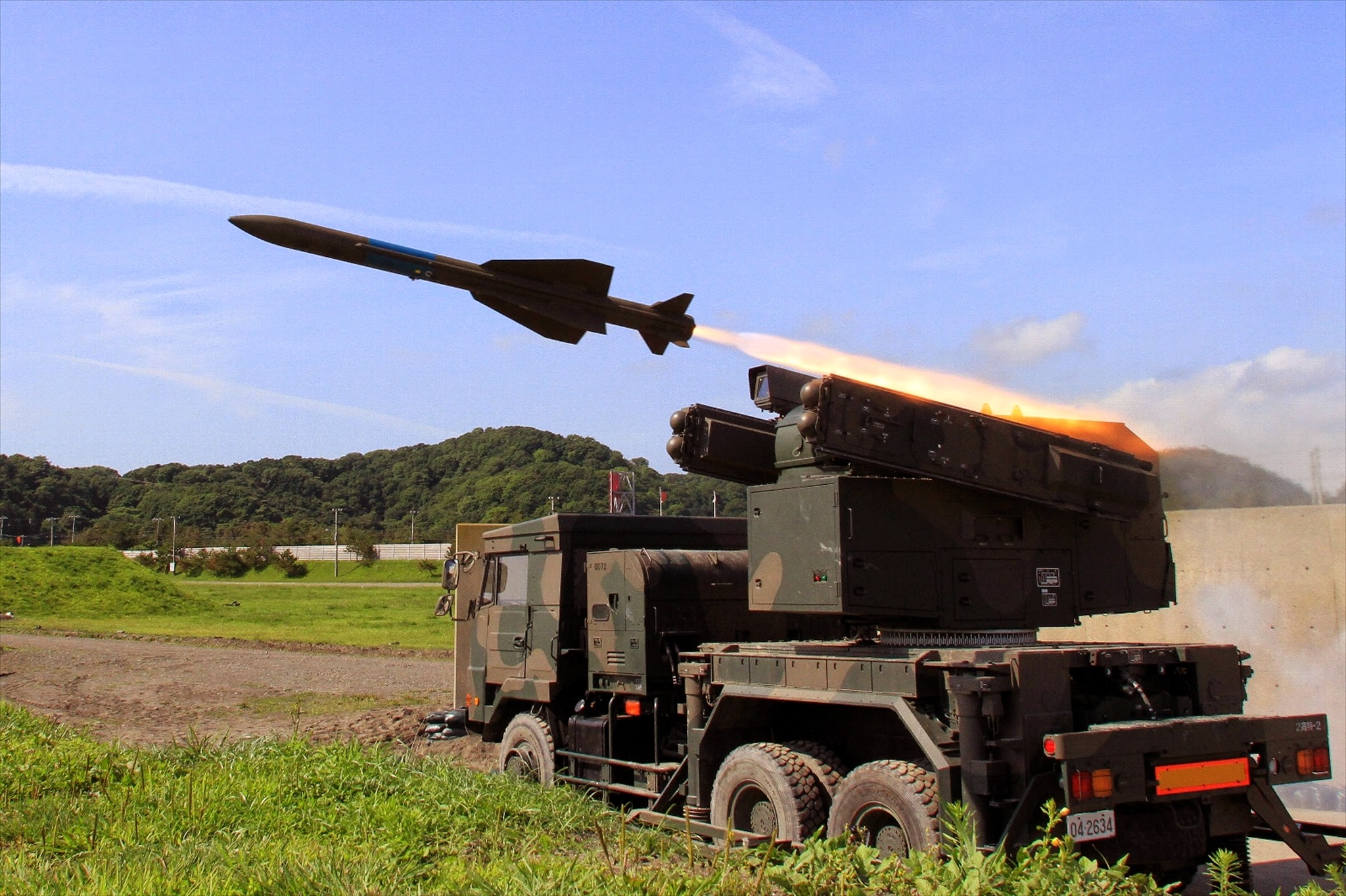
Il lancio di un missile Type 81 dalla rampa del suo veicolo.

I primi test furono condotti nel 1978, con le prove di lancio e di tiro, che diedero subito esito positivo. Il sistema perciò entrò in servizio nel 1981 con il nome Type 81, al quale fu aggiunta anche la denominazione SAM-1 (essendo il primo missile antiaereo di concezione e fabbricazione giapponese).
Nel 1987 fu introdotta la versione SAM-1B che aveva aggiunto alcuni miglioramenti. Nel 1989 iniziò poi lo sviluppo della versione SAM-1C che entrò in servizio nel 1995, con la produzione in massa nel 1996. Il SAM-1C era dotato di un nuovo sistema di guida basato su un radar attivo. Aggiornamenti del sistema Type 81 furono prodotti dal 2000 al 2006.
Dal 2005 iniziò lo sviluppo del missile successore, che avrebbe portato alla realizzazione del Type 11, anche chiamato Tan-SAM Kai II, e indicato come sostituto del Type 81.

## Caratteristiche tecniche
Il sistema è composto da un autocarro pesante Isuzu Type 73 (noto anche come 3 1/2 Truck), dotato di martinetti idraulici per fissarlo al terreno, che monta nella parte posteriore una rampa di lancio orientabile con due bracci, ciascuno armato con due missili. Altri missili di ricambio sono conservati in un contenitore laterale. A questo veicolo si aggiunge un autocarro che funge da unità di controllo radar, equipaggiato con un radar Doppler tridimensionale a scansione elettronica AESA, in banda X, con una portata di 30 km.

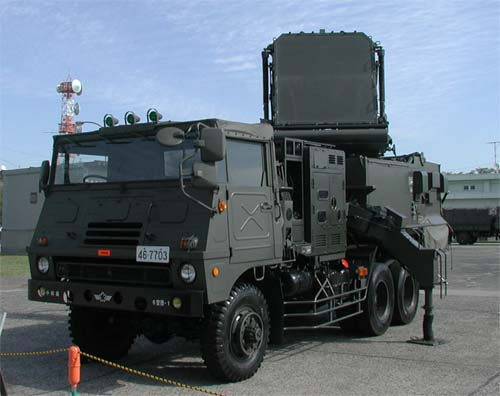
Il radar montato sull'autocarro Isuzu.

Sul veicolo è anche trasportato un dispositivo di puntamento ottico, che può essere utilizzato in sostituzione del radar.

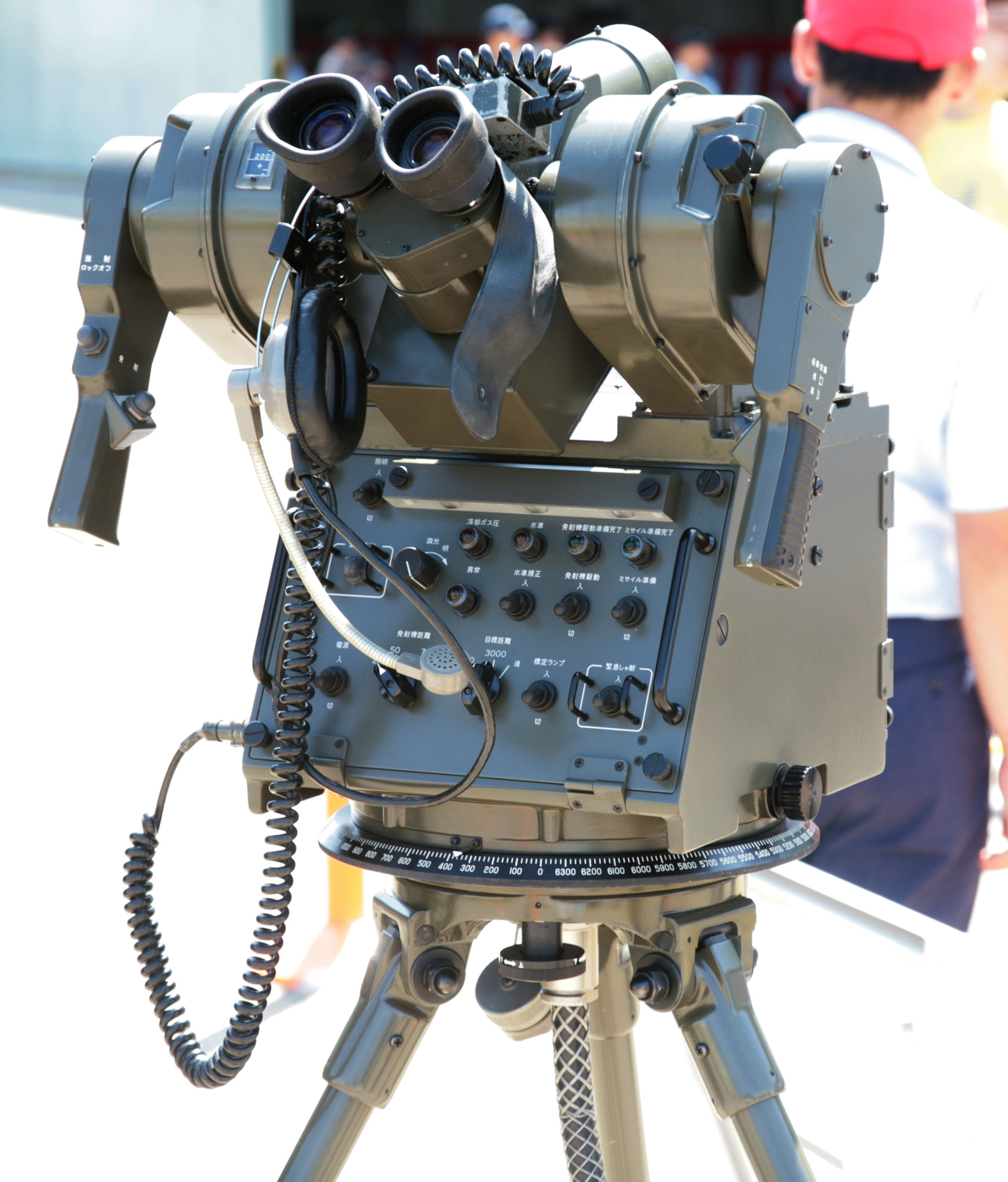
Il dispositivo di puntamento ottico.

Il missile ha una sezione cruciforme con quattro grosse ali a delta fissate al centro, e quattro piccole alette direzionali posizionate in coda. Ha un'apertura alare di 60 cm, un diametro del fusto di 16 cm, e una lunghezza di 2,7 m, e raggiunge un peso di 100 kg.

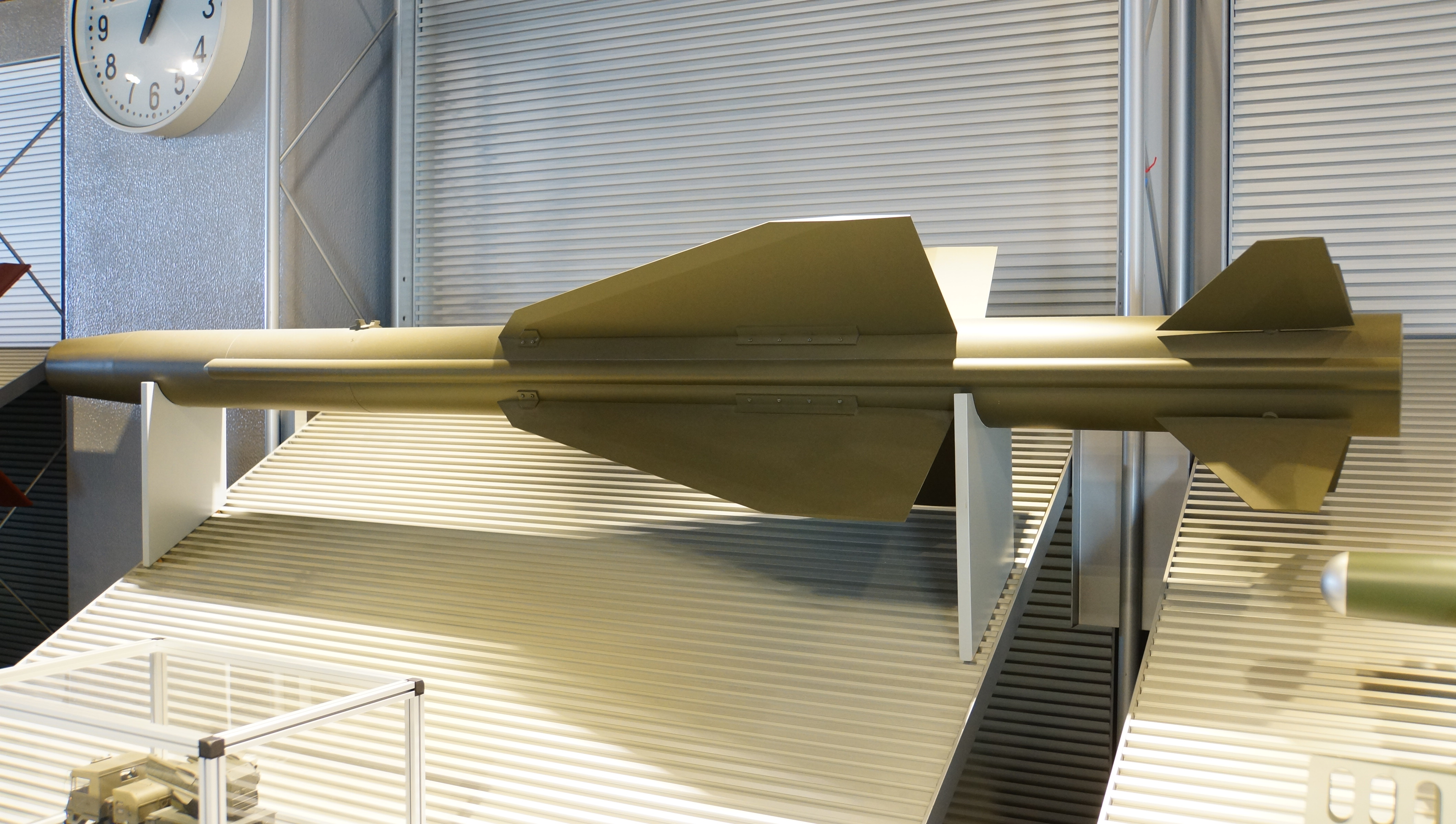
Il missile Type 81 è caratterizzato dalle grandi ali a delta.

La propulsione è fornita da un razzo a combustibile solido prodotto da Nissan, in grado di garantire una velocità di Mach 2,4.
Le versioni SAM-1 e SAM-1B utilizzano un seeker con guida a infrarossi, e hanno un raggio d'azione di 10 km, mentre la versione SAM-1C impiega anche un seeker con radar attivo a scansione elettronica, e ha un raggio d'azione di 14 km. L'altitudine massima raggiungibile è 3 km.

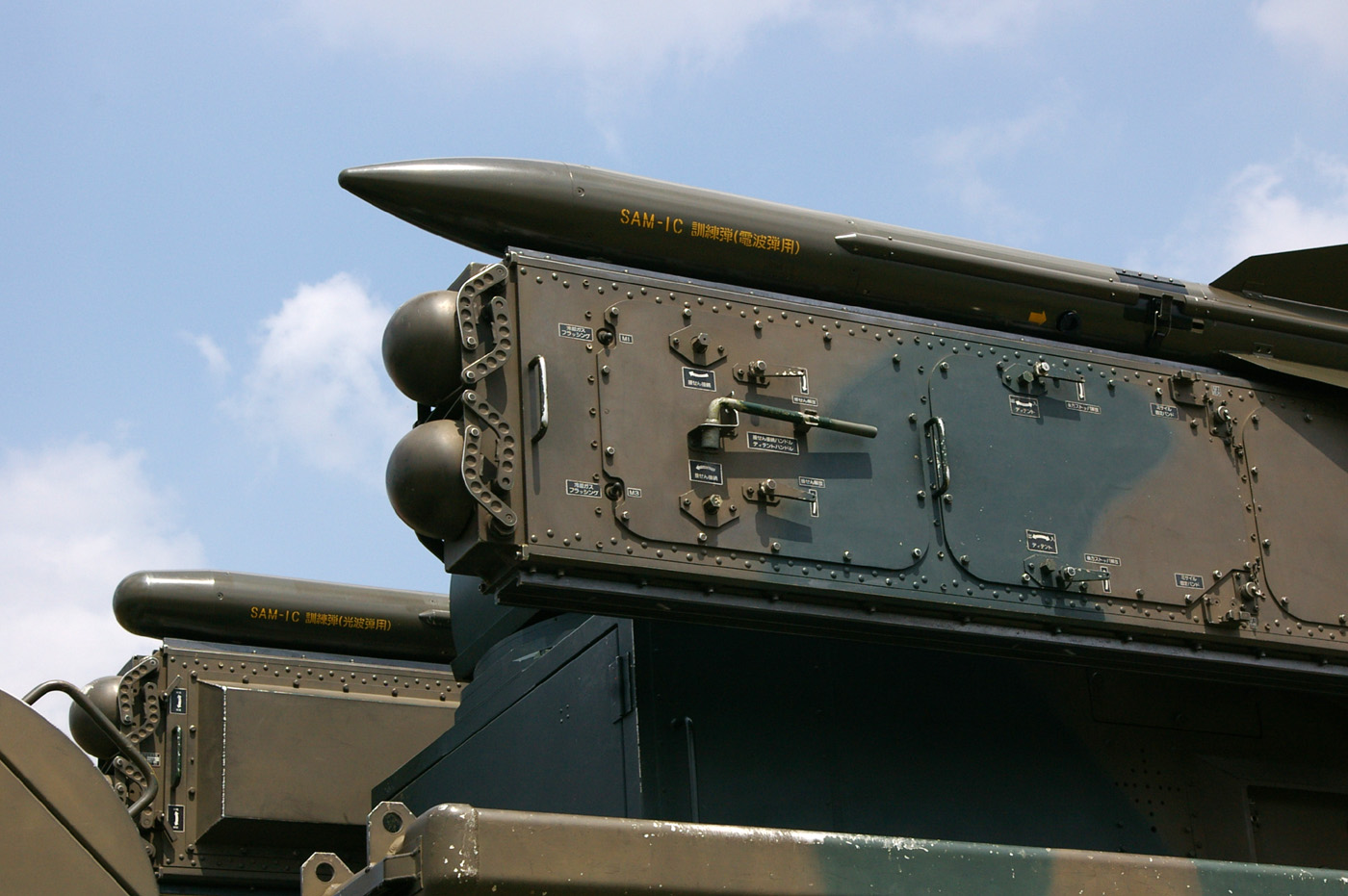
La versione Type 81C riconoscibile dall'ogiva appuntita contenente il radar.

La versione SAM-1C è anche nota come Type 81C, oppure cone Type 81 Kai (migliorato), e comprende due varianti, quella dotata di radar e quella che riutilizza un seeker a infrarossi. Questi due modelli sono usati in coppia, e montati entrambi sul lanciatore, in maniera da poter offrire più possibilità di impiego del missile in condizioni avverse differenti (jamming, condizioni meteo, etc.). Nel Type 81 Kai è stato migliorato anche il motore a razzo con l'utilizzo di polibutadiene idrossilato usato come legante e ritardante.
La testata bellica pesa 9,2 kg, e utilizza una carica a frammentazione con spoletta di prossimità  oppure a contatto.

## Impiego
Principalmente il Type 81 è stato impiegato dalla JGSDF nei suoi reparti antiaerei, ma in quantità minori ha prestato servizio anche nella JASDF e nella JMSDF, essendo utilizzato per la difesa delle proprie basi militari.

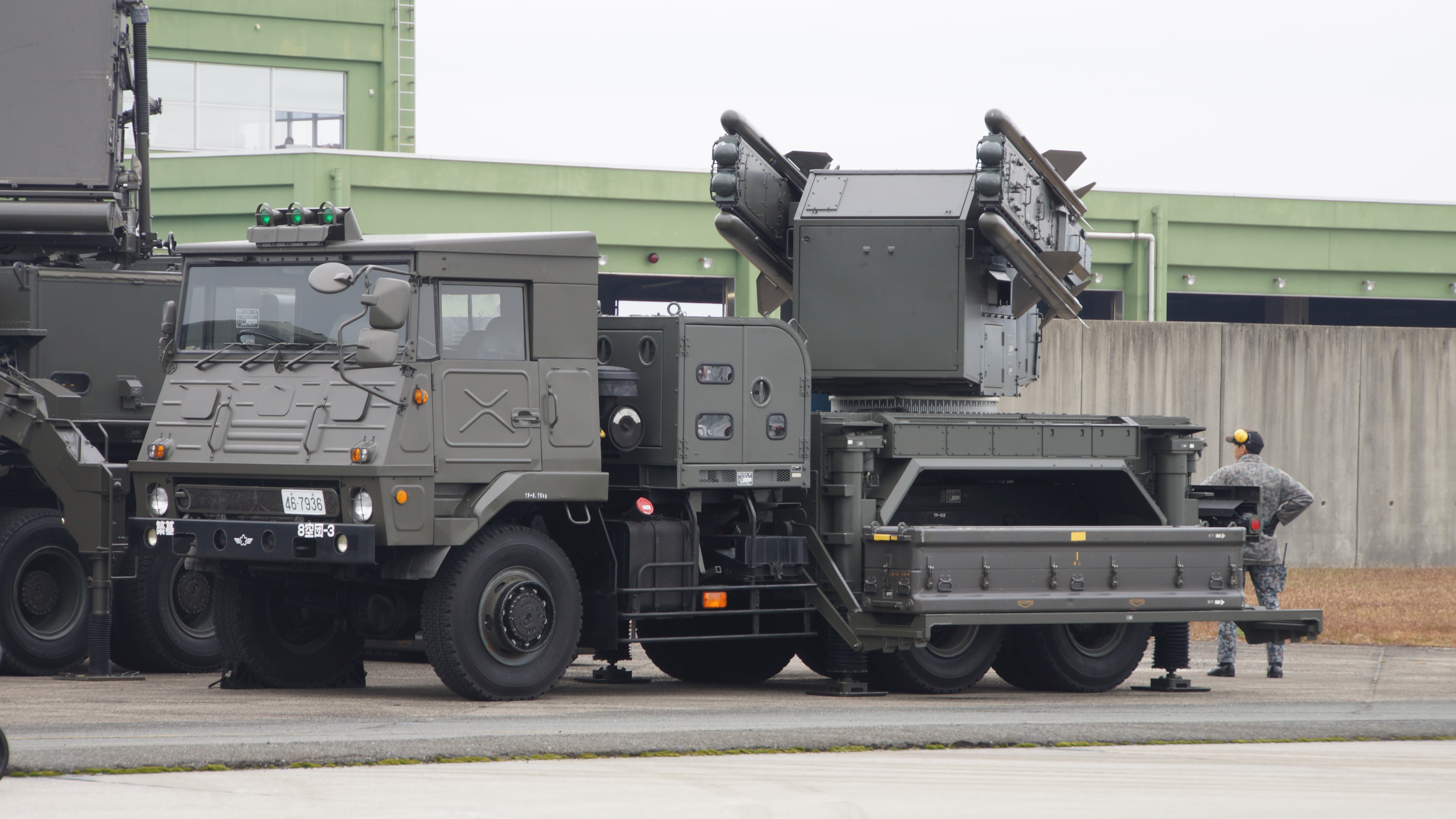
Un sistema antiaereo Type 81 della JASDF nella base aerea di Tsuiki nel novembre 2017.